# Gran Premio motociclistico d'Austria 1979
Il Gran Premio motociclistico d'Austria fu il secondo appuntamento del motomondiale 1979.
Si svolse il 29 aprile 1979 a Salisburgo, e corsero le classi 125, 350, 500 ed entrambe le categorie dei sidecar alla presenza di 60.000 spettatori.
In 500 Kenny Roberts e Virginio Ferrari duellarono per tutta la gara: vinse lo statunitense, ma con il secondo posto l'alfiere del Team Gallina si issò al primo posto della classifica iridata grazie alla pessima prestazione di Barry Sheene (dodicesimo a causa del freno anteriore fuori uso). Johnny Cecotto cadde fratturandosi una gamba dopo uno scontro con Gianni Rolando.
Kork Ballington portò alla vittoria una versione rinnovata della Kawasaki KR 350 davanti a Jon Ekerold. Dietro ai due sudafricani la lotta per il terzo posto si risolse solo all'ultimo giro, quando Anton Mang superò Carlos Lavado. Il venezuelano fu poi spinto fuori pista da Michel Frutschi, cadendo e fratturandosi le gambe.
Ángel Nieto ebbe vita facile in 125.
Nelle due gare dei sidecar, vittoria dello svedese Göte Brodin nella categoria B2A (sidecar "tradizionali") e di Rolf Biland nella categoria B2B (sidecar "moderni"), con Alain Michel costretto al ritiro a causa di un pistone bucato.

## Classe 500

### Arrivati al traguardo
| Pos | Pilota            | Moto   | Tempo      | Punti |
| --- | ----------------- | ------ | ---------- | ----- |
| 1   | Kenny Roberts     | Yamaha | 48' 24" 23 | 15    |
| 2   | Virginio Ferrari  | Suzuki | +6" 03     | 12    |
| 3   | Wil Hartog        | Suzuki | +18" 81    | 10    |
| 4   | Tom Herron        | Suzuki | +21" 44    | 8     |
| 5   | Hiroyuki Kawasaki | Suzuki | +22" 96    | 6     |
| 6   | Franco Uncini     | Suzuki | +1' 19" 41 | 5     |
| 7   | Steve Parrish     | Suzuki | +1' 25" 31 | 4     |
| 8   | Max Wiener        | Suzuki | +1 giro    | 3     |
| 9   | Marco Lucchinelli | Suzuki | +1 giro    | 2     |
| 10  | Mick Grant        | Suzuki | +1 giro    | 1     |
| 11  | Bernard Fau       | Suzuki | +1 giro    |       |
| 12  | Barry Sheene      | Suzuki | +1 giro    |       |
| 13  | Alex George       | Suzuki | +1 giro    |       |
| 14  | Mike Baldwin      | Suzuki | +1 giro    |       |
| 15  | Jack Middelburg   | Suzuki | +1 giro    |       |
| 16  | Alan North        | Suzuki | +1 giro    |       |
| 17  | Peter Sjöström    | Suzuki | +1 giro    |       |
| 18  | Dennis Ireland    | Suzuki | +1 giro    |       |
| 19  | Jürgen Steiner    | Suzuki | +1 giro    |       |
| 20  | Gustav Reiner     | Suzuki | +1 giro    |       |
| 21  | Richard Schulze   | Suzuki | +1 giro    |       |
| 22  | Seppo Rossi       | Suzuki | +1 giro    |       |
| 23  | Michael Schmid    | Suzuki | +1 giro    |       |

### Non classificati
| Pilota          | Moto   |
| --------------- | ------ |
| Boet van Dulmen | Suzuki |
| Philippe Coulon | Suzuki |
| Carlo Perugini  | Suzuki |

### Ritirati
| Pilota                | Moto            | Motivo ritiro |
| --------------------- | --------------- | ------------- |
| Gianni Rolando        | Suzuki          | caduta        |
| Markku Matikainen     | Yamaha          |               |
| Elmar Renner          | Suzuki          |               |
| Gerhard Vogt          | Yamaha          |               |
| Olivier Chevallier    | Yamaha          |               |
| Bosse Granath         | Yamaha          |               |
| Børge Nielsen         | Suzuki          |               |
| Johnny Cecotto        | Yamaha          | caduta        |
| Carlos de San Antonio | Suzuki          |               |
| Jon Ekerold           | Opstalan Yamaha |               |

## Classe 350

### Arrivati al traguardo
| Pos | Pilota            | Moto     | Tempo      | Punti |
| --- | ----------------- | -------- | ---------- | ----- |
| 1   | Kork Ballington   | Kawasaki | 50' 57" 06 | 15    |
| 2   | Jon Ekerold       | Yamaha   | +2" 46     | 12    |
| 3   | Anton Mang        | Kawasaki | +10" 57    | 10    |
| 4   | Michel Frutschi   | Yamaha   | +11" 56    | 8     |
| 5   | Walter Villa      | Yamaha   | +33" 67    | 6     |
| 6   | Patrick Fernandez | Yamaha   | +33" 84    | 5     |
| 7   | Edi Stöllinger    | Kawasaki | +41" 30    | 4     |
| 8   | Patrick Pons      | Yamaha   | +41" 72    | 3     |
| 9   | Vic Soussan       | Yamaha   | +42" 05    | 2     |
| 10  | Eero Hyvärinen    | Yamaha   | +58" 53    | 1     |
| 11  | Pekka Nurmi       | Yamaha   | +59" 99    |       |
| 12  | Chas Mortimer     | Yamaha   | +1' 11" 25 |       |
| 13  | Gregg Hansford    | Kawasaki | +1 giro    |       |
| 14  | Grunwald Harfmann | Yamaha   | +1 giro    |       |
| 15  | Jeffrey Sayle     | Yamaha   | +1 giro    |       |
| 16  | Richard Hubin     | Yamaha   | +1 giro    |       |
| 17  | Bert Struyk       | Yamaha   | +1 giro    |       |
| 18  | Manfred Obinger   | Yamaha   | +1 giro    |       |
| 19  | Klaas Hernamdt    | Yamaha   | +1 giro    |       |
| 20  | John Weeden       | Yamaha   | +1 giro    |       |
| 21  | René Delaby       | Yamaha   | +1 giro    |       |

### Non classificati
| Pilota          | Moto   |
| --------------- | ------ |
| Peter Baláž     | Yamaha |
| Andreas Hückel  | Yamaha |
| Franco Solaroli | Yamaha |
| Mike Baldwin    | Yamaha |

### Ritirati
| Pilota            | Moto             | Motivo ritiro      |
| ----------------- | ---------------- | ------------------ |
| Pentti Korhonen   | Yamaha           | rottura del motore |
| Gianfranco Bonera | Yamaha           | caduta             |
| Randy Mamola      | Bimota-Adriatica |                    |
| Christian Estrosi | Kawasaki         | rottura del motore |
| Roland Freymond   | Yamaha           |                    |
| Takazumi Katayama | Yamaha           |                    |
| János Drapál      | Yamaha           |                    |
| Max Wiener        | Yamaha           |                    |
| Kenny Blake       | Yamaha           |                    |
| Michel Rougerie   | Bimota-Yamaha    |                    |
| Reinhold Roth     | Yapol            |                    |
| Carlos Lavado     | Yamaha           | caduta             |

### Non qualificati
| Pilota               | Moto   |
| -------------------- | ------ |
| Willem-Jan Nooteboom | Yamaha |

## Classe 125

### Arrivati al traguardo
| Pos | Pilota              | Moto         | Tempo      | Punti |
| --- | ------------------- | ------------ | ---------- | ----- |
| 1   | Ángel Nieto         | Minarelli    | 47' 12" 36 | 15    |
| 2   | Harald Bartol       | Morbidelli   | +10" 32    | 12    |
| 3   | Gert Bender         | Bender       | +55" 41    | 10    |
| 4   | Hans Müller         | MBA          | +1' 03" 38 | 8     |
| 5   | Eugenio Lazzarini   | Morbidelli   | +1' 04" 11 | 6     |
| 6   | Patrick Plisson     | Morbidelli   | +1' 17" 14 | 5     |
| 7   | Rolf Blatter        | Morbidelli   | +1' 17" 34 | 4     |
| 8   | Per-Edvard Carlsson | MBA          | +1' 17" 57 | 3     |
| 9   | Walter Koschine     | Delta-Fantic | +1' 23" 63 | 2     |
| 10  | Bruno Kneubühler    | MBA          | +1' 23" 80 | 1     |
| 11  | Matti Kinnunen      | MBA          | +1 giro    |       |
| 12  | Peter Baláž         | Morbidelli   | +1 giro    |       |
| 13  | Peter Looijesteijn  | MBA          | +1 giro    |       |
| 14  | Clive Horton        | Morbidelli   | +1 giro    |       |
| 15  | Werner Steege       | Bender       | +1 giro    |       |
| 16  | Walter Rapolani     | Morbidelli   | +1 giro    |       |
| 17  | Aldo Pero           | Morbidelli   | +1 giro    |       |
| 18  | Richard Schmiederer | Morbidelli   | +1 giro    |       |
| 19  | Jan Huberts         | MBA          | +1 giro    |       |
| 20  | René Rénier         | Morbidelli   | +1 giro    |       |

### Non classificati
| Pilota              | Moto       |
| ------------------- | ---------- |
| Patrick Hérouard    | Morbidelli |
| P. Alojz            | MBA        |
| Zbyněk Havrda       | Morbidelli |
| Gianpaolo Marchetti | MBA        |
| Ricardo Tormo       | Bultaco    |

### Ritirati
| Pilota                 | Moto       | Motivo ritiro        |
| ---------------------- | ---------- | -------------------- |
| Thierry Espié          | Motobécane | rottura              |
| Enrico Cereda          | Morbidelli |                      |
| Pier Paolo Bianchi     | Minarelli  | scarichi danneggiati |
| Jean-Louis Guignabodet | Morbidelli | avaria               |
| Ernst Fagerer          | MBA        |                      |
| Bernd Lauermann        | Morbidelli | caduta               |
| August Auinger         | Morbidelli | rottura              |
| Theo Timmer            | Morbidelli |                      |
| Hans-Jürgen Hummel     | Morbidelli |                      |
| Werner Schmied         | Rotax      |                      |
| Maurizio Massimiani    | MBA        | caduta               |
| Heinz Pristavnik       | Morbidelli |                      |

## Classe sidecar B2A
Non prende parte alla prima gara stagionale Rolf Biland, poiché il suo sidecar non è ancora pronto.

### Arrivati al traguardo
| Pos | Pilota            | Passeggero           | Moto           | Tempo    | Punti |
| --- | ----------------- | -------------------- | -------------- | -------- | ----- |
| 1   | Göte Brodin       | Billy Gällros        | Krauser-Yamaha | 47'21"53 | 15    |
| 2   | Siegfried Schauzu | Lorenzo Puzo         | Busch-Yamaha   | 47'32"22 | 12    |
| 3   | Rolf Steinhausen  | Kenny Arthur         | KSA-Yamaha     | 47'32"42 | 10    |
| 4   | Hermann Huber     | Bernhard Schappacher | Krauser-Yamaha |          | 8     |
| 5   | Amedeo Zini       | Andrea Fornaro       | Busch-König    |          | 6     |
| 6   | Werner Schwärzel  | Andreas Huber        | Yamaha         |          | 5     |
| 7   | Kalevi Rahko      | Kari Laatikainen     | Yamaha         |          | 4     |
| 8   | Peter Campbell    | Dick Goodwin         | Yamaha         |          | 3     |
| 9   | Boy Brouwer       | Jan Oostwouder       | Busch-Yamaha   |          | 2     |
| 10  | Kurt Jelonek      | Fred Schenkenberger  | König          |          | 1     |

## Classe sidecar B2B

### Arrivati al traguardo
| Pos | Pilota          | Passeggero        | Moto       | Tempo      | Punti |
| --- | --------------- | ----------------- | ---------- | ---------- | ----- |
| 1   | Rolf Biland     | Kurt Waltisperg   | LCR-Yamaha | 47' 22" 62 | 15    |
| 2   | Bruno Holzer    | Karl Meierhans    | LCR-Yamaha | +41" 58    | 12    |
| 3   | Klaus Sprengel  | Derek John Booth  | Suzuki     | +1 giro    | 10    |
| 4   | Masato Kumano   | Isao Arifuku      | Yamaha     | +2 giri    | 8     |
| 5   | Heinz Thevissen | Lothar Klein      | HTS-Yamaha | +2 giri    | 6     |
| 6   | Rudolf Reinhard | Karin Sterzenbach | GEP-Yamaha |            | 5     |
| 7   | Bernard Chabert | Patrice Daire     | CB-Yamaha  |            | 4     |